# Tempelpolder
De Tempelpolder is een polder en een voormalig waterschap in de Nederlandse provincie Zuid-Holland, in de gemeente Reeuwijk bij de plaats Tempel.
De polder was gesticht op 17 april 1734 als de Tempelpolder en was tot 1883 een onderdeel van de polder Reeuwijk. Van 1883-1889 was het een zelfstandig waterschap onder de naam Gecombineerde Veenpolder onder Zwammerdam en in 1899 werd de naam gewijzigd in De Tempelpolder.
Het waterschap was verantwoordelijk voor de waterhuishouding in het gebied.